# I Got You
I Got You je popová píseň od anglické zpěvačky Leona Lewis. Napsal ji Arnthor Birgisson, Max Martin a Savan Kotecha. Pochází z jejího druhého alba Echo.

## Hitparáda
| Země           | Umístění |
| -------------- | -------- |
| Evropa         | 43       |
| Rakousko       | 58       |
| Švýcarsko      | 66       |
| Japonsko       | 69       |
| Německo        | 43       |
| Velká Británie | 14       |
| Irsko          | 43       |
| Slovensko      | 27       |